# Мостафа Мохамед
Мостафа Мохамед Ахмед Абдалла (араб. مصطفى محمد أحمد عبد الله, 28 листопада 1997, Гіза) — єгипетський футболіст, нападник французького клубу «Нанту» і національної збірної Єгипту.

## Кар'єра

### Клубна
Мохамед почав грати за молодіжну команду «Замалек» до 2016 року. На початку сезону 2016/17 він був викликаний в основну команду і був відданий в оренду в клуб «Ель-Дахлея». За клуб провів 16 матчів в чемпіонаті і забив три м'ячі. Наступні два сезони Мохамед грав в оренді за «Танту» і «Ель-Ґеїш».
1 вересня 2019 року він дебютував за «Замалек» в півфіналі Кубка Єгипту проти «Іттіхад Александрії». Мохамед відсвяткував свій перший успіх в «Замалеку», вигравши з клубом Кубок Єгипту. У фіналі «Замалек» обіграв «Пірамідс» (3:0). 2 січня 2020 року Мохамед забив гол на 42-й хвилині гри у ворота «Асуана» в 11-му турі чемпіонаті Єгипту. 28 січня 2020 року Мохамед забив гол з дальньої дистанції на 15-й хвилині в матчі проти «Ваді Дегла», який закінчився внічию 1:1.
1 лютого 2021 року Мохамед перейшов в турецький «Галатасарай» підписавши орендну угоду терміном на півтора року за 2 мільйони доларів з можливим правом викупу за 4 мільйони доларів. Він став першим єгиптянином, що підписав контракт з клубом, що базується у Стамбулі.
2 лютого Мохамед забив гол з пенальті у своєму дебютному матчі, вийшовши на заміну на 46-й хвилині в матчі Суперліги проти «Істанбул ББ». 6 лютого він забив єдиний гол на 54-й хвилині у виїзній грі проти «Фенербахче». 27 лютого в матчі проти «ББ Ерзурумспор» зробив дубль.

### Збірна
Мохамед грав за молодіжні збірні Єгипту до 20 років і до 23 років, зігравши на домашньому молодіжному Кубку африканських націй 2019 року, забивши перший гол на турнірі в ворота Малі, який приніс його команді перемогу 1:0 в матчі-відкритті. Він також забив у наступних двох матчах, один гол в грі проти Гани (3:2) і два голи в переможному матчі проти Камеруну (2:1). В кінцевому підсумку Єгипет виграв свій перший титул, перемігши 2:1 Кот-д'Івуар в фіналі, а Мохамед став найкращим бомбардиром турніру з чотирма забитими м'ячами. Також він увійшов до символічної збірної турніру.
23 березня 2019 року Мохамед дебютував за національну збірну Єгипту в кваліфікації Кубка африканських націй у виїзній грі проти Нігеру (1:1).

## Статистика виступів

### Клубна статистика
Станом на 27 серпня 2021
| Клуб        | Сезон   | Ліга         | Ліга | Ліга | Кубок | Кубок | Суперкубок | Суперкубок | Континентальні | Континентальні | Інше | Інше | Всього | Всього |
| Клуб        | Сезон   | Чемпіонат    | Ігри | Голи | Ігри  | Голи  | Ігри       | Голи       | Ігри           | Голи           | Ігри | Голи | Ігри   | Голи   |
| ----------- | ------- | ------------ | ---- | ---- | ----- | ----- | ---------- | ---------- | -------------- | -------------- | ---- | ---- | ------ | ------ |
| Замалек     | 2016/17 | Прем'єр-ліга | 0    | 0    | 0     | 0     | 0          | 0          | 2              | 0              | —    | —    | 2      | 0      |
| Замалек     | 2017/18 | Прем'єр-ліга | 0    | 0    | 0     | 0     | 1          | 0          | 0              | 0              | —    | —    | 1      | 0      |
| Замалек     | 2019/20 | Прем'єр-ліга | 29   | 11   | 2     | 0     | 1          | 0          | 11             | 9              | —    | —    | 43     | 20     |
| Замалек     | 2020/21 | Прем'єр-ліга | 4    | 2    | 0     | 0     | —          | —          | 0              | 0              | —    | —    | 4      | 2      |
| Замалек     | Всього  | Всього       | 33   | 13   | 2     | 0     | 2          | 0          | 13             | 9              | 0    | 0    | 50     | 22     |
| Ель-Дахлея  | 2016/17 | Прем'єр-ліга | 16   | 3    | 0     | 0     | —          | —          | —              | —              | —    | —    | 16     | 3      |
| Ель-Дахлея  | Всього  | Всього       | 16   | 3    | 0     | 0     | 0          | 0          | 0              | 0              | 0    | 0    | 16     | 3      |
| Танта       | 2017/18 | Прем'єр-ліга | 23   | 6    | 0     | 0     | —          | —          | —              | —              | —    | —    | 23     | 6      |
| Танта       | Всього  | Всього       | 23   | 6    | 0     | 0     | 0          | 0          | 0              | 0              | 0    | 0    | 23     | 6      |
| Ель-Ґеїш    | 2018/19 | Прем'єр-ліга | 29   | 12   | 0     | 0     | —          | —          | —              | —              | —    | —    | 29     | 12     |
| Ель-Ґеїш    | Всього  | Всього       | 29   | 12   | 0     | 0     | 0          | 0          | 0              | 0              | 0    | 0    | 29     | 12     |
| Галатасарай | 2020/21 | Суперліга    | 16   | 8    | 1     | 1     | —          | —          | 0              | 0              | —    | —    | 17     | 9      |
| Галатасарай | 2021/22 | Суперліга    | 1    | 0    | 0     | 0     | 0          | 0          | 6              | 0              | 0    | 0    | 7      | 0      |
| Галатасарай | Всього  | Всього       | 17   | 8    | 1     | 1     | 0          | 0          | 6              | 0              | 0    | 0    | 24     | 9      |
| Загалом     | Загалом | Загалом      | 118  | 42   | 3     | 1     | 2          | 0          | 19             | 9              | 0    | 0    | 142    | 52     |

### Виступи за збірну
Станом на 26 вересня 2021
| Збірна | Рік   | Ігри | Голи |
| ------ | ----- | ---- | ---- |
| Єгипет | 2019  | 2    | 0    |
| Єгипет | 2020  | 2    | 0    |
| Єгипет | 2021  | 2    | 1    |
| Разом  | Разом | 6    | 1    |

## Титули і досягнення

### Клубні
- Володар Кубка Єгипту : 2018/19
- Володар Суперкубка Єгипту: 2019/20
- Володар Суперкубка КАФ : 2020

### Збірні
- Чемпіон Африки (U-23): 2019
- Срібний призер Кубка африканських націй: 2021

### Індивідуальні
- Найкращий бомбардир Кубка африканських націй до 23 років: 2019
- У символічній збірній Кубка африканських націй до 23 років: 2019

## Особисте життя
10 червня 2020 року Мохамед відсвяткував весілля зі своєю дружиною Хаят Саламою.